# Mondia
Mondia est un constructeur de cycles fondé en 1933 à Balsthal, dans le canton de Soleure en Suisse. Pour les cycles, il s'inscrit dans une lignée de classiques du vélo suisse avec d'autres marques comme Allegro (vélo), Condor, Cilo, Cosmos (entreprise), Tigra (vélo), Villiger.

## Histoire
Les vélos Mondia ont été fabriqués par Jeker-Häfeli & Cie, qui commença sa production en 1933. En 1936, Jeker-Häfeli sponsorisa une équipe Mondia pour le Tour de Suisse, dont le gagnant fut cette année là un membre de l'équipe Mondia.
En 1985 avec 22 000 vélos produits par année, Mondia était le plus grand fabricant suisse de vélos. Durant les années 1990, Cilo lui prendra cette place.
Dans les années 1990, Mondia a racheté Allegro (entreprise de mécanique),.
Mondia cessa sa production en 2013. Le fabricant de bicyclettes Mondia Fahrrad AG, une compagnie suisse, n'a pas de relation avec le vélo original Mondia.
Elle a également été distributeur de la marque de motocycles Kawasaki depuis 1970.